# قنب مزروع
القنب الهندي، حشيش، تكروري، بنقو أو قنب معروف أو القنب المزروع أو قنب أو تيل أو شاهدانج (الاسم العلمي: Cannabis sativa)، هي نوع من النباتات يتبع جنس القنب الهندي من فصيلة القنبية ضمن رتبة الورديات. يُعتبر مصدراً للألياف الصناعية والغذاء وزيت البذور والطب. يُختلف حكم استعماله في الأديان لاعتباره أحد نباتات الحشيش. وصفه كارل لينيوس في 1753.

## الاستخدامات
تُستخدم بذور القنب المزروع لصنع زيت هيمسبيد المُستعمل في الطهي، والمصابيح، والدهانات. ويمكن أيضاً أن تستخدم كأعلاف في أقفاص الطيور، لأنها توفر مصدراً معتدلاً من العناصر الغذائية لمعظم الطيور. أما الأوراق المُزهرة فتستخدم في أحداث الحالة المزاجية الخاصة المعروفة بالكيف لأنها عبارة عن مادة راتنجية تفرزها زهور أنثى النبات، ويسبب استعمالها نوعا من النشوة الوهمية. ولقد عرف من القديم أن تناول المادة الراتنجية يؤدي إلى نوع من الخدر الخاص. وقد صنع رهبان الهند منها شربات سحرية يستعملونها في التأثير على الناس في الاحتفالات الدينية المنحرفة.